# Asobi Asobase
Asobi Asobase (яп. あそびあそばせ Асоби асобасэ, «Развлекательные развлечения») — манга Рин Судзукавы, выходившая на сайте Young Animal Densi издательства Hakusensha с июня 2015 года. 1 августа 2017 года манга переехала на сайт Manga Park, на котором выходила до своего окончания в ноябре 2022 года. Аниме-адаптация манги от студии Lerche выходила с июля по сентябрь 2018 года.

## Сюжет
История рассказывает о трёх ученицах второго класса средней школы для девочек: Ханако, Оливии и Касуми, которые по совместительству являются членами неофициального «Клуба Развлеченцев». В таком дружеском коллективе героини проводят своё время, играя с друг другом в существующие или придуманные ими игры.

## Персонажи
- Ханако Хонда (яп. 本田 華子 Хонда Ханако) — одноклассница Оливии и Касуми. Спортивная, но бестолковая, очень энергичная девочка из богатой семьи со странным чувством стиля. Хорошо учится. Обожает игры и предлагает организовать «клуб развлеченцев», куда втягивает подруг.

Сэйю: Хина Кино.
- Оливия (яп. オリヴィア Оривиа) — одноклассница Ханако и Касуми. Её родители американцы, но сама она родилась и выросла в Японии. Поначалу, пользуясь своей внешностью и происхождением, притворялась ученицей по обмену, нарочно разговаривая с иностранным акцентом, чем добавила в свою школьную жизнь больше мороки. В действительности английский она практически не знает и всячески уклоняется от просьб Касуми и других её одноклассниц помочь с языком.

Сэйю: Рика Нагаэ.
- Касуми Номура (яп. 野村 香純 Номура Касуми) — одноклассница Ханако и Оливии. Хороша в играх, но не любит играть из-за того, что постоянно проигрывала своей старшей сестре в детстве, а та в наказание её всячески эксплуатировала. Очень плохо знает английский, поэтому вступает в «клуб развлеченцев» в обмен на помощь с обучением. Боится мужчин. Пишет BL-новеллу.

Сэйю: Кономи Кохара.
- Тисато Хигути (яп. 樋口 千紗都 Хигути Тисато) — учительница английского языка, при помощи шантажа с со стороны участниц «клуба развлеченцев» ставшая его куратором. Очень переживает по поводу того, что не может найти мужа. Её представления об идеальном спутнике жизни основываются в основном на образах из манги.

Сэйю: Рёко Моэкава.
- Президент ученического совета (яп. 生徒会長 Сэйтокайтё:) — умная девочка-очкарик, чье настоящее имя не разглашается. Несмотря на свой якобы кроткий характер, она перетянула голоса на выборах, выступив с речью, которая звучала как угроза для остальных учеников, и так заняла должность. Постоянно препятствует «клубу развлеченцев» и колеблется между попытками подружиться с девочками и распустить их клуб.

Сэйю: Хонока Иноуэ.
- Вице-президент (яп. 副会長 Фукукайтё:) поддерживает президента ученического совета. Однако на самом деле она мало что делает, вместо этого предпочитая проводить время с парнями из другой школы. Поэтому большая часть бумажной волокиты и прочей деятельности учсовета в итоге ложится на президента. Тщательно скрывает макияжем свою невыдающуюся внешность.

Сэйю: Май Канадзава.
- Ру Ока (яп. 岡 るう Ока Ру:) — глава «оккультного клуба». Своей внешностью и привычкой медленно и тихо говорить пугает людей, но на самом деле Ру добрая девушка, которая очень дорожит своим клубом и дружбой с Агури. Подружилась с «клубом развлеченцев», показывает им игры с оккультной тематикой.

Сэйю: Май Канадзава.
- Агури Мато (яп. 間桐 あぐり Мато: Агури) / Агриппа (яп. アグリッパ Агуриппа) — единственный оставшийся член «оккультного клуба» помимо Оки. Ру считала, что Агури «телепортировалась», успешно проведя обряд, но на самом деле та попала в больницу с геморроем и была временно отстранена от занятий, ничего не сказав об этом Оке. Позднее вернулась в школу.

Сэйю: Мэгуми Тода.
- Цугуми Аодзора (яп. 青空 つぐみ Аодзора Цугуми) — одноклассник/ца Ханако, Оливии и Касуми. Из-за некоторых двусмысленных обстоятельств члены «клуба развлеченцев» подозревают, что Цугуми на самом переодетый парень. Цугуми сохраняет свою истинную личность неоднозначной и любит дразнить «клуб развлеченцев».

Сэйю: Аой Юки.
- Сайнан (яп. 済南) — учитель иностранного языка, который часто становится жертвой шалостей «клуба развлеченцев».

Сэйю: Ясунори Масутани.
- Такаянаги (яп. 高柳) — учитель труда. Очень мускулистая и мужеподобная женщина. Её сестра, имеющая столь же мужественный внешний вид, — тренер плавательной секции.

Сэйю: Мицуки Сайга.
- Фудзивара (яп. 藤原さん Фудзивара-сан) — одноклассница Ханако, Оливии и Касуми. Занимает место Оливии в конкурсе английской речи. Из-за внешности все думают, что Фудзивара классическая японка, но она свободно владеет английским языком. Из-за проблем с японским языком предпочитает говорить по-английски. Однако, находясь в шоковом состоянии, способна отлично говорить на классическом японском.

Сэйю: Сю Утида.
- Маэда (яп. 前多) — кто-то вроде дворецкого семьи Ханако. В молодости был похищен инопланетянами, которые вживили ему сверхмощное оружие, позволяющее стрелять лазером из задницы. Из-за этого он долго не мог найти работу, пока однажды его не взял к себе дед Ханако, который помог ему с контролем его проблемы. По просьбе Ханако может быстро сделать или достать любую вещь, от надувного детского бассейна до андроида, говорящего множеством запрограммированных фраз.

Сэйю: Рётаро Окиаю.
- Кэнтаро Хонда (яп. 本田 健太郎 Хонда Кэнтаро:) — младший брат Ханако. Весьма умён для своего возраста, может с лёгкостью проводить сложные расчёты в уме.

Сэйю: Эйсин Фудэмару.
- Брат Оливии — старший брат Оливии. Стереотипный отаку, при этом обладает двумя докторскими степенями.

Сэйю: Тосиюки Морикава.
- Владыка Развлечений (яп. 遊び人四天王 Асоби ёнин тэнно:) — гангуро, одна из легендарных 4-х Владык Развлечений. Ученица соседней престижной академии для девочек. Ведёт разгульный образ жизни.

Сэйю: Май Канадзава.
- Ребёнок (яп. 赤ちゃん Акатян) — младенец, за которым его мать попросила присмотреть «клуб развлеченцев». Иногда разговаривает низким голосом и ведёт себя как босс мафии.

Сэйю: Мицуо Ивата.
- Коити — андроид, созданный дедом Ханако и Маэдой. Сначала понравился Ханако своими лестными фразами, но вскоре начал её сильно раздражать своей навязчивостью и был ей уничтожен.

Сэйю: Кайто Исикава.
- Робо-Оливия — гиноид, сделанный из секс-куклы. Практически неотличима от Оливии, за исключением всегда открытого рта и стеклянного взгляда. Запрограммирована дедом Ханако на помощь Оливии с английским языком. Однако что-то идёт не так, и робот начинает очень вульгарно разговаривать на английском, а потом и вовсе обретает самосознание.

Сэйю: Рика Нагаэ.
- Рассказчица комментирует некоторые события сериала, а также скетчи в конце серий.

Сэйю: Маки Идзава.

## Медиа

### Манга
Манга начала выходить на сайте Young Animal Densi издательства Hakusensha с 26 июня 2015 года, но с 1 августа 2017 года перешла на сайт Manga Park. Манга также выходит в журнале Young Animal с 25 ноября 2016 года. Сериал завершился 11 ноября 2022 года.
Манга публикуется в цифровом виде на английском языке на манга-платформе Comikey.

#### Список томов манги
| №  | Дата публикации      | ISBN                   |
| -- | -------------------- | ---------------------- |
| 1  | 29 февраля 2016 года | ISBN 978-4-5921-4179-2 |
| 2  | 29 августа 2016 года | ISBN 978-4-5921-4180-8 |
| 3  | 28 февраля 2017 года | ISBN 978-4-5921-4708-4 |
| 4  | 29 августа 2017 года | ISBN 978-4-5921-4709-1 |
| 5  | 26 января 2018 года  | ISBN 978-4-5921-4710-7 |
| 6  | 29 июня 2018 года    | ISBN 978-4-5921-6126-4 |
| 7  | 26 декабря 2018 года | ISBN 978-4-5921-6127-1 |
| 8  | 29 августа 2019 года | ISBN 978-4-5921-6128-8 |
| 9  | 28 февраля 2020 года | ISBN 978-4-5921-6129-5 |
| 10 | 28 августа 2020 года | ISBN 978-4-5921-6130-1 |
| 11 | 26 февраля 2021 года | ISBN 978-4-59-216196-7 |
| 12 | 29 июля 2021 года    | ISBN 978-4-59-216197-4 |
| 13 | 28 января 2022 года  | ISBN 978-4-59-216198-1 |
| 14 | 29 ноября 2022 года  | ISBN 978-4-59-216199-8 |
| 15 | 29 ноября 2022 года  | ISBN 978-4-59-216200-1 |

### Аниме
Адаптация манги в виде 12-серийного аниме-сериала режиссера Сэйдзи Киси, снятая на студии Lerche, выходила с 8 июля по 23 сентября 2018 года. Сценарист аниме Юко Какихара, музыка Масато Коды. Трансляцией сериала с субтитрами занимается компания Crunchyroll. Аниме также доступно к просмотру на русском языке через русскую версию сайта дистрибьютора. В комплекте с 7 томом манги 26 декабря 2018 года вышла OVA. Также вышли ещё 2 специальных эпизода.
Открывающая тема
- «Three Piece».

Исполняют Хина Кино, Рика Нагасэ и Кономи Кохара — сэйю главных героинь).
Закрывающая тема
- «Inkya Impulse» (яп. インキャインパルス Инкя Инпарусу).

Исполняют Хина Кино, Рика Нагасэ и Кономи Кохара feat. Ikepy & KSKN.

#### Список серий аниме
| № серии   | Название серии | Трансляция в Японии   |
| --------- | --- | --------------------- |
| 1         | Equivalent Exchange/Равноценный обмен «То:ка ко:кан» (等価交換)                                                          | 8 июля 2018 года      |
| 1         | Cheap Thrills/Доступные удовольствия «Ти:пу на Суриру» (チープなスリル)                                                  | 8 июля 2018 года      |
| 1         | Pleasure Seekers/Ополченцы «Асобинин» (遊び人)                                                                           | 8 июля 2018 года      |
| 1         | The Kind Pervert/Милый извращенец «Ясаси: хэнтай» (優しい変態)                                                           | 8 июля 2018 года      |
| 2         | Killing Time/Убивая время «Химацубуси» (暇つぶし)                                                                        | 15 июля 2018 года     |
| 2         | Friendship Game/Дружеская игра «Ю:дзё: гэ:му» (友情ゲーム)                                                               | 15 июля 2018 года     |
| 2         | The Witch Trials/Суд над ведьмой «Мадзё сайбан» (魔女裁判)                                                               | 15 июля 2018 года     |
| 2         | Non-title Match/Матч без названия «Нон тайтору мати» (ノンタイトルマッチ)                                                | 15 июля 2018 года     |
| 3         | A Battle That Must Be Won/Битва, в которой необходимо победить «Дзэттай ни макэрарэнай татакай» (絶対に負けられない戦い) | 22 июля 2018 года     |
| 3         | Puppets/На поводу «Аяцури нингё:» (操り人形)                                                                             | 22 июля 2018 года     |
| 3         | Betting My Life/Ставлю свою жизнь «Инотигакэ» (命懸け)                                                                   | 22 июля 2018 года     |
| 4         | Lower Body Lasers/Лазеры из задницы «Кахансин кара би:му» (下半身からビーム)                                             | 29 июля 2018 года     |
| 4         | Pots and Kettles/Глаза и соринки «Мэ кусо хана кусо» (目クソ鼻クソ)                                                      | 29 июля 2018 года     |
| 4         | Illegal Occupation/Нелегальная деятельность «Фухо: сэнкё» (不法占拠)                                                     | 29 июля 2018 года     |
| 4         | Butt Play/Работа задницей «Сири асоби» (尻遊び)                                                                          | 29 июля 2018 года     |
| 5         | Devilish Taste/Дьявольский вкус «Акума-тэки сэнсо» (悪魔的センス)                                                        | 5 августа 2018 года   |
| 5         | Loaded Questions/Провокационные вопросы «Ю:до: дзинмон» (誘導尋問)                                                       | 5 августа 2018 года   |
| 5         | Maeda's Curse/Проклятие Маэды «Маэда но норой» (前多の呪い)                                                              | 5 августа 2018 года   |
| 5         | Sex Ed/Половое воспитание «Сэйдокёйку» (性教育)                                                                          | 5 августа 2018 года   |
| 6         | Asterisk/Астериск «Асутэрисуку» (アスタリスク)                                                                           | 12 августа 2018 года  |
| 6         | Studying for Exams/Подготовка к экзаменам «Тэсуто бэнкё:» (テスト勉強)                                                   | 12 августа 2018 года  |
| 6         | A New Look/Новый образ «Имэтэн» (イメチェン)                                                                             | 12 августа 2018 года  |
| 6         | Spirited Combat, Again/Очередная оживлённая битва «Гэкито:, футатаби» (激闘、再び)                                       | 12 августа 2018 года  |
| 7         | Phantom Thieves: Pass Club/Призрачные Воры: Раз-Клуб «Кайто: асо-кэн» (怪盗・あそ研)                                     | 19 августа 2018 года  |
| 7         | Woman of Terror/Женщина страха «Кё:фу но онна» (恐怖の女)                                                                | 19 августа 2018 года  |
| 7         | Weirdo Go/Время чудачки «Дэнпа дэ го:» (電波でGO)                                                                        | 19 августа 2018 года  |
| 7         | Boobie Tragedy/Грудная трагедия «Оппай но хидэки» (おっぱいの悲劇)                                                       | 19 августа 2018 года  |
| 8         | Gotta Catch 'em All!/Надо поймать их всех! «Байкин, гэтто да дзэ» (バイキン、ゲットだぜ)                                 | 26 августа 2018 года  |
| 8         | Divine Revelation/Священное откровение «Ками но кэйдзи» (神の啓示)                                                       | 26 августа 2018 года  |
| 8         | The Evil Sugoroku/Сугороку зла «Ма но сугороку» (魔のスゴロク)                                                           | 26 августа 2018 года  |
| 9         | Troubles of a Fake Foreigner/Проблемы лже-иностранцев «Эсэ Гайкокудзин но наями» (エセ外国人の悩み)                      | 2 сентября 2018 года  |
| 9         | A Dutchey Wife/Голландская жена «Датти на вайфу» (ダッチなワイフ)                                                        | 2 сентября 2018 года  |
| 9         | Genetic Engineering/Генная инженерия «Идэнси со:са» (遺伝子操作)                                                         | 2 сентября 2018 года  |
| 10        | Heart Go Boing Boing/А сердечко так и колотится! «Кокоро га пён пён» (心がぴょんぴょん)                                  | 9 сентября 2018 года  |
| 10        | Hanako's Trial of Shame/Инквизиция нравов Ханако «Ханако но харэнти сайбан» (華子のハレンチ裁判)                         | 9 сентября 2018 года  |
| 10        | Secret of the Dong/Секрет под юбкой «ТинPO но химицу» (ティンPOの秘密)                                                   | 9 сентября 2018 года  |
| 10        | Film Production/Киносъёмки «Эйга сэйсаку» (映画制作)                                                                     | 9 сентября 2018 года  |
| 11        | Goodbye, Student Council President/Прощай, президент студсовета «Саёнара сэйтокайтё:» (さよなら生徒会長)                 | 16 сентября 2018 года |
| 11        | Oka-ken Witch Project/Ведьмин проект Оккультного клуба «Окакэн вити пуродзэкуто» (オカケン・ウィッチ・プロジェクト)      | 16 сентября 2018 года |
| 11        | Face of Mass Destruction/Узрите массовое уничтожение «Ганмэн кё:ки» (顔面凶器)                                           | 16 сентября 2018 года |
| 12        | Daniel/Даниэль «Даниэру» (ダニエル)                                                                                      | 23 сентября 2018 года |
| 12        | Bra Meeting/Дело о лифчиках «Бура кайги» (ブラ会議)                                                                      | 23 сентября 2018 года |
| 12        | Fairy Tale Battle Royale/Сказочная королевская битва «Мэрухэн батору ровайяру» (メルヘン・バトルロワイヤル)              | 23 сентября 2018 года |
| 12        | Paper Wars/Бумажные войны «Каминомидзо сэнсо:» (紙のみぞ戦争)                                                            | 23 сентября 2018 года |
| Special 1 | Little Brother/Младший брат «Ото:то» (おとうと)                                                                          | 28 ноября 2018 года   |
| Special 2 | Armstrong/Армстронг «А:мусуторонгу» (アームストロング)                                                                   | 21 декабря 2018 года  |
| OVA 1     | Cosplay Contest/Конкурс косплея «Косупурэ тайкай» (コスプレ大会)                                                         | 26 декабря 2018 года  |
| OVA 1     | To the Future Me/Будущей мне «Отона но ватаси э» (大人の私へ)                                                            | 26 декабря 2018 года  |

## Комментарии
1. ↑  Все английские и русские названия взяты с Crunchyroll.